# Longin Komołowski

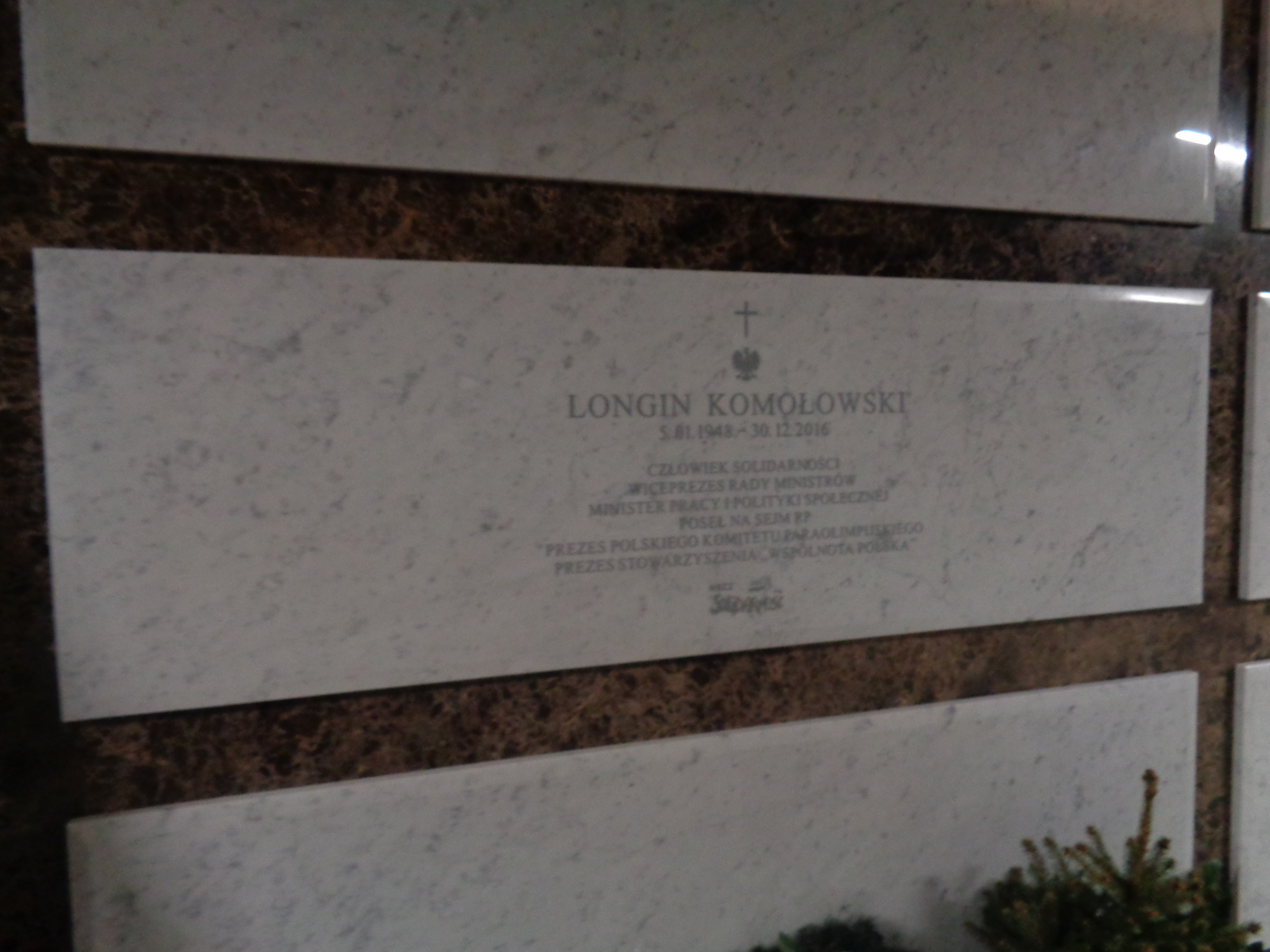
Grób Longina Komołowskiego w Panteonie Wielkich Polaków

Longin Komołowski (ur. 5 stycznia 1948 w Czaplinku, zm. 30 grudnia 2016 w Warszawie) – polski polityk, działacz związkowy i społeczny.
W latach 1997–2001 poseł na Sejm III kadencji i w latach 2007–2011 VI kadencji, w latach 1997–1999 minister pracy i polityki socjalnej, a w latach 1999–2001 wiceprezes Rady Ministrów oraz minister pracy i polityki społecznej, w latach 2000–2015 prezes Polskiego Komitetu Paraolimpijskiego, a od 2010 do 2016 prezes Stowarzyszenia „Wspólnota Polska”.

## Życiorys
Syn Sergiusza i Marii. W 1974 ukończył studia na Wydziale Budowy Maszyn i Okrętów Politechniki Szczecińskiej.
Zawodowo do 2002 był związany ze Stocznią Szczecińską. Pracował jako ślusarz, zaopatrzeniowiec oraz kierownik Wydziału Kontroli Jakości. Jako pracownik Stoczni brał udział w strajku okupacyjnym w czasie wydarzeń grudniowych (17–22 grudnia 1970) oraz w tzw. strajku Bałuki (24–27 stycznia 1971). W latach 1977–1980 był członkiem Polskiej Zjednoczonej Partii Robotniczej.
Od 17 do 30 sierpnia 1980 uczestniczył w strajku w Stoczni Szczecińskiej zakończonym zawarciem porozumienia z delegacją rządową. We wrześniu 1980 został członkiem Niezależnego Samorządnego Związku Zawodowego „Solidarność”. W 1981 należał do grupy roboczej opracowującej projekty ustaw o samorządzie pracowniczym i przedsiębiorstwie państwowym. Po wprowadzeniu stanu wojennego uczestniczył w strajku okupacyjnym w Stoczni Szczecińskiej (13–16 grudnia 1981).
W 1982 współorganizował podziemne struktury „Solidarności” w Szczecinie, w kolejnych latach uczestniczył w podziemnej działalności związku, organizował druk i kolportaż wydawnictw drugiego obiegu oraz ich przerzut do Szwecji. Od 1984 był członkiem Rady Koordynacyjnej Pomorza Zachodniego. W latach 1988–1989 współtworzył Międzyzakładowy Komitet Organizacyjny „Solidarności”. Wielokrotnie zatrzymywany i przesłuchiwany przez organy bezpieczeństwa.
Od 1989 był aktywnym działaczem ponownie zalegalizowanej „Solidarności”. Został przewodniczącym Komisji Zakładowej w Stoczni Szczecińskiej oraz wiceprzewodniczącym zarządu regionu związku. W latach 1990–1997 pełnił funkcję przewodniczącego zarządu Regionu NSZZ „Solidarność” Pomorza Zachodniego, zasiadał w Komisji Krajowej oraz jej prezydium. W 1996 zainicjował powołanie Szczecińskiego Porozumienia Prawicy. W wyborach parlamentarnych w 1997 zdobył mandat posła na Sejm III kadencji z listy Akcji Wyborczej Solidarność w okręgu szczecińskim. Od 31 października 1997 sprawował urząd ministra pracy i polityki socjalnej, a od 19 października 1999 do 19 października 2001 wiceprezesa Rady Ministrów oraz ministra pracy i polityki społecznej w rządzie Jerzego Buzka.
W latach 1998–2002 był przewodniczącym Ruchu Społecznego AWS w regionie zachodniopomorskim. W wyborach do Sejmu w 2001 bezskutecznie ubiegał się o reelekcję. W 2002 został właścicielem firmy Longin Komołowski Konsulting zajmującej się doradztwem gospodarczym. W 2007 wszedł w skład zarządu spółki ENEA Operator. W wyborach parlamentarnych, które odbyły się 21 października 2007, po raz drugi uzyskał mandat posła (na Sejm VI kadencji) jako bezpartyjny kandydat z listy Prawa i Sprawiedliwości w okręgu szczecińskim liczbą 10 223 głosów. Po kilkunastu dniach wraz z Maciejem Płażyńskim wystąpił z klubu parlamentarnego PiS. W wyborach w 2011 kandydował bez powodzenia na senatora z własnego komitetu wyborczego (z poparciem Obywateli do Senatu).
W 1994 zasiadł w Trójstronnej Komisji ds. Społeczno-Gospodarczych. Od 2000 do 2015 był prezesem Polskiego Komitetu Paraolimpijskiego. 13 czerwca 2010 został wybrany na stanowisko prezesa Stowarzyszenia „Wspólnota Polska”. W lutym 2015 był mediatorem w konflikcie między zarządem a pracownikami Jastrzębskiej Spółki Węglowej.
10 stycznia 2017 został pochowany w Panteonie Wielkich Polaków w Świątyni Opatrzności Bożej w Warszawie.

## Odznaczenia i wyróżnienia
- Krzyż Komandorski z Gwiazdą Orderu Odrodzenia Polski – 2015[8]
- Krzyż Komandorski Orderu Odrodzenia Polski – 2006[9]
- Krzyż Wolności i Solidarności – 2015[10]
- Medal „Milito Pro Christo” – 2015[11]